# Сант'Антонио (Матера)
Сант'Антонио (итал. Sant'Antonio) је насеље у Италији у округу Матера, региону Базиликата.
Према процени из 2011. у насељу је живело 20 становника. Насеље се налази на надморској висини од 147 м.